# 万葉恋歌
「万葉恋歌」（まんようれんか）は、信長貴富の女声合唱組曲である。

## 概説
多治見西高等学校合唱部及び同校卒業生による合唱団「ますらめ」の委嘱により、2006年（平成18年）3月、同団のハンガリー演奏旅行におけるコダーイ・ホールでの演奏会で初演された。指揮＝北野良徳。
多治見西高は2004年（平成16年）7月24日、東京で開催された第3回コチャール合唱コンクールにおいてミクローシュ・コチャールの激賞を受けグランプリを獲得した。その後、同校は日本EU青少年交流使節としてハンガリー演奏旅行を実施、コチャール合唱コンクールの審査員の一人であった信長に新曲を依頼した。信長は「日本語を解さない聴衆を前にしての演奏という条件を考えたとき、万葉集は大変ユーティリティが高い素材であるといえましょう。」として、和歌への作曲を構想する。
和歌を用いた合唱曲には複数の和歌をつなぎ合わせて1曲にする手法のものが多いが、本曲は1曲につき和歌1首を充てている。「5曲は春、夏、秋、冬、そして再び春へと時を巡ります。和歌の短詩型をそのまま活かし、各曲は非常に短いものになりました。ある一瞬を切り取り、切り取られたものの中に永遠を感じさせるという和歌の手法を、作曲の原理として用いた結果です。」と信長は言い、難易度は高く、全曲通しても10分程度の短い曲であるが、発表以来多くの合唱団に歌われている。

## 曲目
全5曲からなる。全編無伴奏である。
1. 春の苑
和歌は大伴家持。
2. 夏の野の
和歌は大伴坂上郎女。
3. 君待つと
和歌は額田王。
4. 天の火
和歌は狭野弟上娘子。
5. 山桜花
和歌は大伴家持。

## 楽譜
カワイ出版から出版されている。